# Monte Colmet
Monte Colmet – szczyt w Alpach Graickich, części Alp Zachodnich. Leży w północnych Włoszech w regionie Dolina Aosty. Należy do Grupy Grande Sassière i Rutor. Szczyt można zdobyć ze schroniska Rifugio Alberto Deffeyes (2494 m). 
Pierwszego wejścia dokonali A. Adami, L. Savoye i C. Paradisi 17 lipca 1938 r.